# Broadcrag Tarn
Der Broadcrag Tarn ist ein See im Lake District, Cumbria, England. Der Broadcrag Tarn liegt südöstlich des Scafell Pike. Der Tarn, der auf einer Höhe von ungefähr 2800 Fuß entsprechend ungefähr 853,44 m  liegt gilt als der höchste See  des Lake Districts. Die exakte Höhe des Ortes ist umstritten und es wird auch behauptet, dass der Foxes Tarn der höchste See ist. Da die Vermessung auf Luftaufnahmen beruht, ist sie mit einer gewissen Ungenauigkeit behaftet und belastbare Aussage über die exakte Höhe ließen sich nur durch eine Vermessung am Boden erreichen.
Der See hat weder einen erkennbaren Zufluss noch einen erkennbaren Abfluss.